# Melipotis asinus
Melipotis asinus är en fjärilsart som beskrevs av Paul Dognin 1912. Melipotis asinus ingår i släktet Melipotis och familjen nattflyn. Inga underarter finns listade i Catalogue of Life.